# Сергеевские
 Сергеевские  — деревня в Яранском районе Кировской области в составе Шкаланского сельского поселения.

## География
Расположена на расстоянии примерно 18 км по прямой на юг от города Яранск.

## История
Известна с 1873 года как починок Сергеевской или Кожинской, где дворов 8 и жителей 106, в 1905 37 и 274, в 1926 (Сергеевский или Кожинский) 54 и 273, в 1950 (Сергеевские) 40 и 176, в 1989 13 жителей.

## Население
Постоянное население составляло 5 человек (русские 100%) в 2002 году, 1 в 2010.